# Akazome Emon
Akazome Emon (jap. 赤染衛門 Akazome Emon; ur. około 957, zm. około 1041) – japońska poetka i pamiętnikarka, tworząca w okresie Heian. Zaliczana do Trzydziestu Sześciu Mistrzyń Poezji, jak również do Trzydziestu Sześciu Średniowiecznych Mistrzów Poezji.
Córka Tomigochiego Akazome, urzędnika w biurze straży pałacowej (emon), od którego pochodzi jej przydomek. Służyła początkowo jako dama dworu Rinshi, żony Michinagi Fujiwary, a następnie jej córki i późniejszej cesarzowej Shōshi. Po śmierci swojego męża, Masahiry Ōe, w 1012 roku została mniszką buddyjską, nie porzucając wszakże twórczości literackiej, którą zajmowała się aż do śmierci.
Dziewięćdziesiąt dwa utwory Akazome Emon zostały opublikowane w cesarskich antologiach poezji. Jej literacka spuścizna jest o wiele większa. Częściowo została opublikowana w zawierającym sześćset wierszy zbiorze Akazome-Emon-shū. Uważa się ją również za współautorkę Eiga monogatari.